# Shame for You
«Shame for You» es una canción escrita por Lily Allen y Blair MacKichan, producida por MacKichan para el álbum debut de Allen, Alright, Still. Fue lanzado como un doble A-Side single, con "Alfie", en el Reino Unido el 5 de marzo de 2007, como un sencillo en CD, 7" vinyl y descarga digital. Mas no se filmó un video musical para la canción.

## Lista de canciones
Sencillo en CD
1. «Shame for You»
2. «Alfie» (explícito)

7" Vinilo
1. «Shame for You»
2. «Alfie» (explícito)

Descarga Digital
1. «Shame for You»
2. «Shame for You» (live at Bush Hall)
3. «Alfie» (explícito)
4. «Alfie» (CSS remix)
5. «Alfie» (en vivo, Bush Hall)

## Posiciones
| Lista (2007)       | Posición |
| ------------------ | -------- |
| UK Singles Chart 1 | 15       |

1 "Alfie"/"Shame for You".
- Datos: Q947011